# Perisoreus internigrans
La ghiandaia del Sichuan (Perisoreus internigrans (Thayer & Bangs, 1912)) è un uccello passeriforme della famiglia Corvidae.

## Etimologia
Il nome scientifico della specie, internigrans, deriva dal latino e significa "munito di aree nerastre", in riferimento alla livrea.

## Descrizione

### Dimensioni
Misura 30 cm di lunghezza, per 92-123 g di peso.

### Aspetto
Si tratta di uccelli dall'aspetto robusto e massiccio, muniti di grossa testa squadrata con becco conico e di media lunghezza, ali appuntite, coda piuttosto lunga e dall'estremità arrotondata e zampe forti: nel complesso, questi uccelli sembrano una bizzarra via di mezzo fra un fringillide e un corvide.
Il piumaggio è di colore grigio-nerastro su tutto il corpo, con presenza di aree più scure qua e là (copritrici e sottocoda): testa, remiganti, codione e coda sono di colore nero.
Becco e zampe sono di colore grigio-nerastro, mentre gli occhi sono di colore grigio-azzurro.

## Biologia
Si tratta di uccelli diurni, che vivono da soli, o in coppie o in gruppetti familiari (quest'ultimo arrangiamento è comune soprattutto alla fine della stagione riproduttiva), talvolta riunendosi in piccoli stormi di breve durata in corrispondenza di fonti di cibo particolarmente abbondanti e localizzate (piantagioni, carcasse di grossi animali).
Il richiamo di questi uccelli è acuto e gracchiante, vagamente simile ai richiami di allarme delle taccole. 

### Alimentazione
La ghiandaia del Sichuan è un uccello onnivoro, che si nutre indifferentemente di cibo di origine vegetale (bacche, semi, granaglie, pinoli, frutta) che animale (insetti, piccoli vertebrati ed invertebrati, carogne) a seconda della disponibilità del momento.

### Riproduzione
Si tratta di uccelli rigidamente monogami, la cui stagione degli amori va da marzo a maggio: i due sessi collaborano nella costruzione del nido (a forma di coppa appiattita, costruito con rametti e fibre vegetali fra i rami di un albero frondoso) e nell'allevamento della prole (coi giovani che rimangono coi genitori ancora per un lasso di tempo piuttosto lungo dopo l'involo, seguendoli nei loro spostamenti prima di affrancarsene completamente e disperdersi), mentre la cova delle 2-4 uova è appannaggio esclusivo della femmina, che però durante questo periodo viene nutrita e sorvegliata dal maschio.

Talvolta, le coppie in riproduzione vengono aiutate nelle varie fasi dell'evento riproduttivo da altri individui (generalmente adulti non riproduttivi provenienti da covate precedenti, che in tal modo acquisiscono esperienza per quando sarà il loro turno di riprodursi).

## Distribuzione e habitat
La ghiandaia del Sichuan, come intuibile dal nome comune, è endemica della Cina centrale, della quale occupa i monti Min (al confine occidentale fra Sichuan e Gansu), l'estremità sud-orientale del Qinghai e le propaggini orientali del Tibet.

Si tratta di uccelli sedentari, tuttavia in alcune zone dell'areale la loro assenza durante primavera ed estate farebbe pensare a una certa forma di movimento o dispersione.
L'habitat di questi uccelli è rappresentato dalle aree di foresta montana a prevalenza di conifere sulle pendici dei monti e sugli altipiani, al di sopra dei 2800 m di quota.